# Albijn Van den Abeele
Albijn Van den Abeele, né en 1835 à Laethem-Saint-Martin, et mort en 1918 dans la même commune, est un artiste peintre, bourgmestre et écrivain belge.

## Biographie
Né en 1835 à Laethem-Saint-Martin, Albijn Van den Abeele est bourgmestre de sa commune natale de 1869 à 1876. Il est l'auteur de plusieurs romans et nouvelles.
Peintre dans la quarantaine, son œuvre a pour sujet les paysages de Laethem-Saint-Martin et de ses environs. Albijn Van den Abeele n'a pas de maître, il admire l'œuvre de son ami, le paysagiste Xavier De Cock. Albijn Van den Abeele est membre du groupe Laethem-Saint-Martin. Des œuvres de lui sont conservées aux musées de Deinze et de Gand.
Il meurt dans sa commune natale en 1918.

## Œuvre
Il est principalement connu comme partisan des artistes de Laetem et son talent de peintre est influencé par Xavier De Cock. 
- Prairie au printemps - route des champs, vers 1890, huile sur toile, 49 × 65 cm, Musée de Deinze et du Pays de la Lys[7]
- Moulin à eau à Dikkelvenne, vers 1892, huile sur toile, 31 × 39 cm, Musée de Deinze et du Pays de la Lys[8]
- Fourrés à Laethem-Saint-Martin, vers 1898, huile sur toile, 50 × 66 cm, Musée des Beaux-Arts de Gand[9]
- Moulin à Laetem au clair de lune, 1900, huile sur toile, 45 × 61 cm, Musée Dhondt-Dhaenens, Deurle[10]

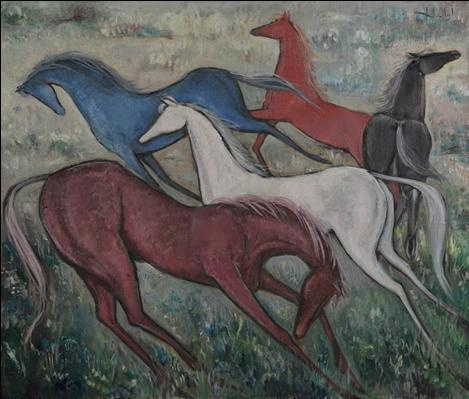
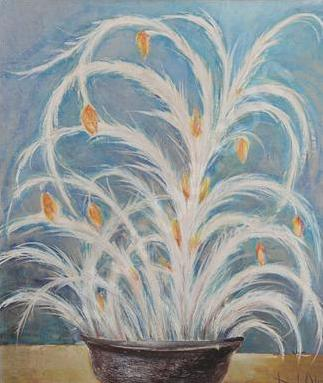

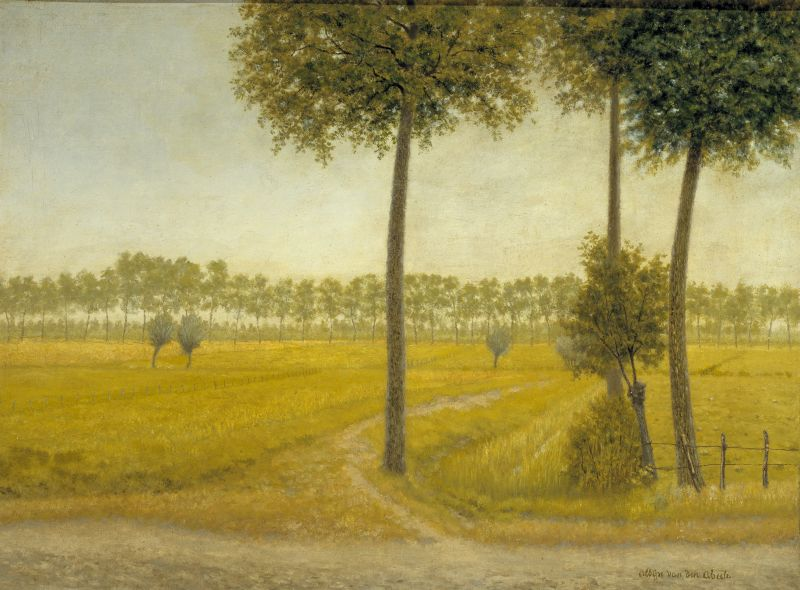
Prairie au printemps - route des champs, Vers 1890 Musée de Deinze et du Pays de la Lys
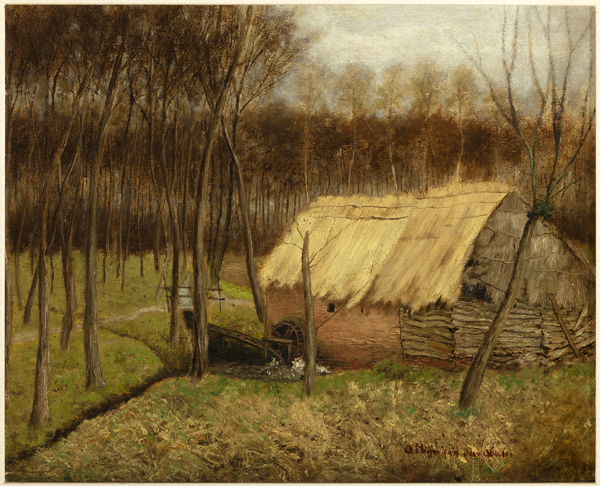
Moulin à eau à Dikkelvenne, vers 1892 Musée de Deinze et du Pays de la Lys
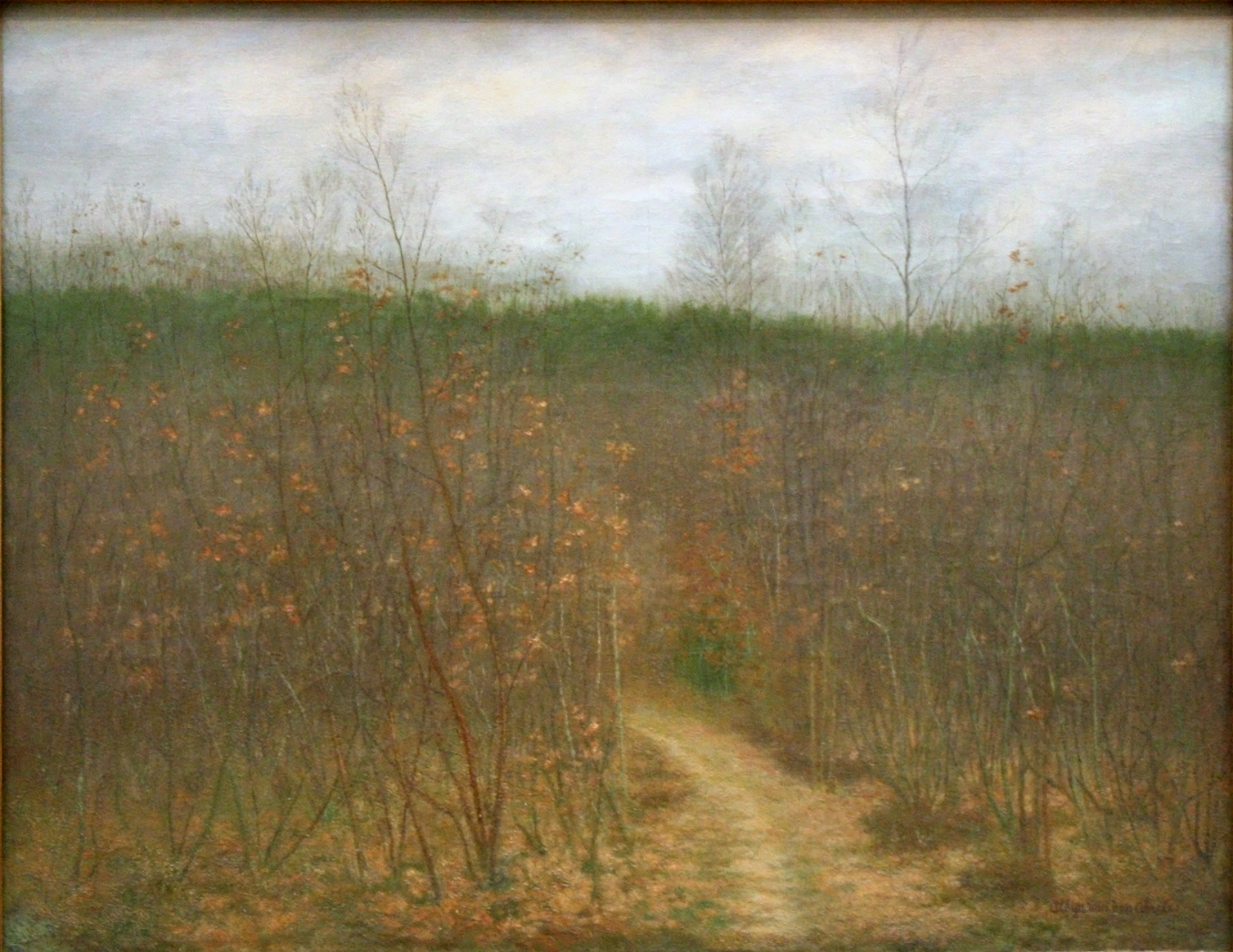
Fourrés à Laethem-Saint-Martin, vers 1898 Musée des Beaux-Arts de Gand
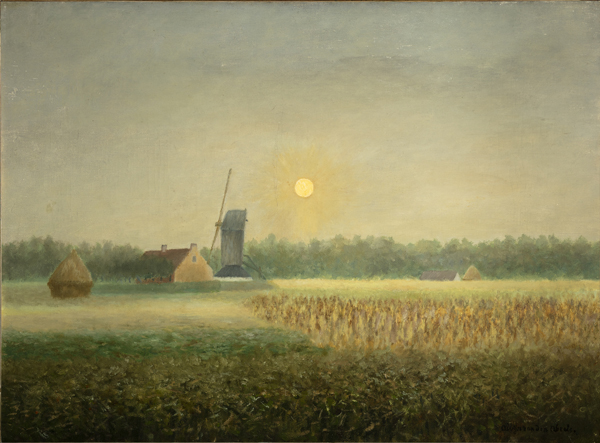
Moulin à Laetem au clair de lune, 1900 Musée Dhondt-Dhaenens, Deurle

- [réf. nécessaire]